# Acropyga paleartica
Acropyga paleartica är en myrart som beskrevs av Menozzi 1936. Acropyga paleartica ingår i släktet Acropyga och familjen myror. Inga underarter finns listade i Catalogue of Life.